# Villa Urquiza (Entre Ríos)
Villa Urquiza é um município da província de Entre Ríos, na Argentina.